# Félix Baciocchi (1762-1841)
Pour les articles homonymes, voir Félix Baciocchi et Baciocchi.
Félix Baciocchi, né le 18 mai 1762 à Ajaccio et mort le 28 avril 1841 à Bologne, prince français, est un général d'Empire et homme politique français d'origine corse des XVIIIe et XIXe siècles. Il est l'époux d'Élisa Bonaparte, pour qui est créée la principauté de Lucques et de Piombino.

## Biographie

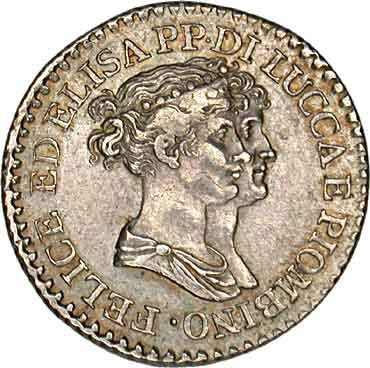
Félix Baciocchi, à l'arrière-plan, et sa femme sur une pièce de monnaie.

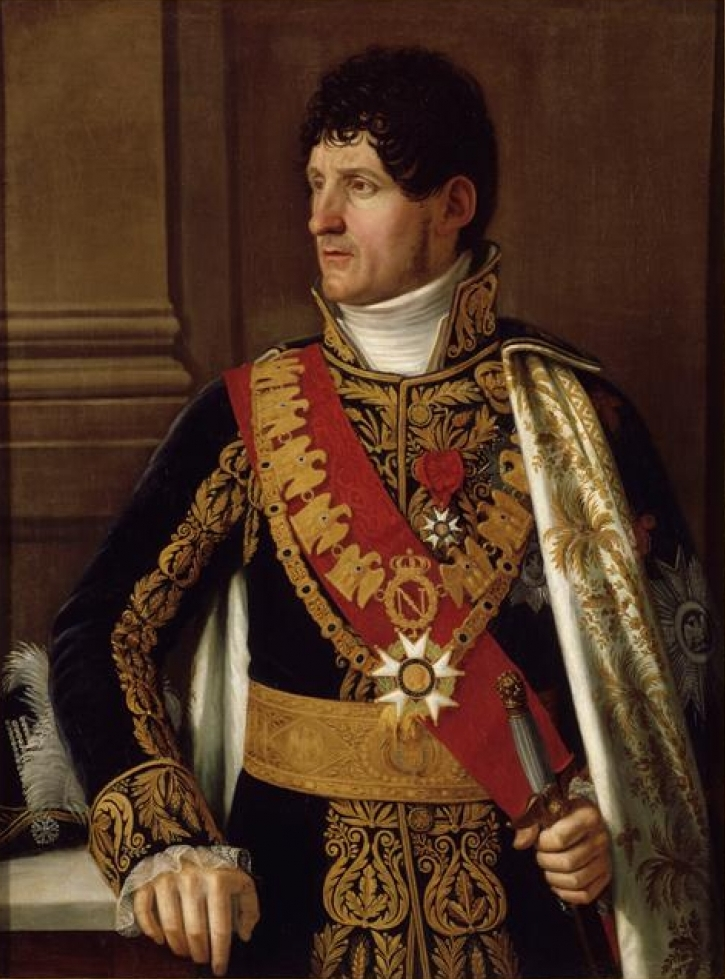
Portrait de Félix Baciocchi.

### Début de carrière et mariage avec Élisa Bonaparte
Felix Pascal (sans e) naît le 18 mai 1762. Il appartient à l'une des plus anciennes et des plus nobles familles de cette île et est le fils cadet de François-Marie Baciocchi (1716-1787), propriétaire, membre du Conseil des anciens d'Ajaccio, et de Flaminia Benielli (1719-1769). Parent de Joseph Antoine Baciocchi-Adorno (1749-1836) qui le guide vers une carrière militaire, il entre fort jeune au service. Il est d'abord sous-lieutenant au régiment de Royal-Corse en 1778, puis lieutenant aux chasseurs royaux corses en 1788, avant de passer dans les armées du Var et d'Italie en 1794. Militaire sans génie particulier, Baciocchi vient cependant à bout d'une magnifique conquête : celle d'Élisa Bonaparte (1777-1820). Il n'est que simple capitaine d'infanterie en 1796, lorsqu'il demande à Napoléon Bonaparte, qui vient d'être nommé général en chef de l'armée d'Italie, la main de sa sœur. Napoléon refuse : le mariage n'en est pas moins célébré à Marseille le 5 mai 1797, et le général Bonaparte, alors à Léoben, accepte le fait accompli.
Sa carrière prend alors une tournure plus brillante, quoiqu'elle n'atteigne pas les sommets auxquels parvient celle de Joachim Murat, autre beau-frère de Napoléon Bonaparte. Le général Bonaparte « adopte » son beau-frère et le fait, sans qu'il ait eu à tirer l'épée, colonel du 26e régiment d'infanterie légère. Il devient ensuite membre de la Légion d'honneur le 19 frimaire an XII puis officier du même ordre le 25 prairial suivant.

### Sous le Premier Empire
Arrivé au trône, Napoléon l'envoie présider le collège électoral du département des Ardennes, qui propose sa candidature au Sénat conservateur. L'Empereur accorde à ses frères et sœurs, ainsi qu'à leurs épouses et époux, le prédicat d'altesse impériale et Baciocchi est nommé par ailleurs général de brigade le 20 brumaire an XIII (11 novembre 1804), ainsi que membre du Sénat conservateur le 8 frimaire an XIII (29 novembre 1804), et élevé à la dignité de grand-cordon de la Légion d'honneur le 15 ventôse du même an XIII (6 mars 1805).
En 1805, Napoléon veut donner une couronne à sa sœur Élisa : il lui offre la principauté souveraine de Piombino par le décret du 27 ventôse an XIII (18 mars 1805). Peu après, le 15 prairial an XIII (4 juin 1805), le « conseil des Ducs » (Sénat) de la petite république de Lucques demande à Napoléon, en sa qualité de roi d'Italie, de confier le gouvernement de la République à un membre de sa famille et de le rendre héréditaire dans la descendance naturelle de celle-ci. En conséquence, Napoléon choisit le mari d'Élisa, Félix Baciocchi, et le choix est ratifié par Lucques le 25 prairial (14 juin). Baciocchi est nommé prince de Lucques par la constitution du 4 messidor (23 juin). Le couronnement du prince Baciocchi et de sa femme a lieu le 12 messidor (1er juillet 1805). Reconnaissant la haute supériorité de sa femme, Baciocchi lui laisse l'entière direction des affaires et se contente d'un rôle qui oscille entre ceux d'aide de camp et de prince consort. Mari complaisant, il supporte avec sérénité les infidélités de sa femme et se satisfait de la voir gouverner les états qu'elle tient de l'Empereur. 
En 1809, un sénatus-consulte du 2 mars ayant érigé en grande dignité de l'Empire les départements de l'ex-royaume d'Étrurie, l'Empereur nomme la princesse de Piombino et de Lucques grande-duchesse de Toscane. Le prince est fait quant à lui général de division et commandant de la 29e division militaire à Florence.
Bienveillant, humain, doux, libéral, juste, aimant et protégeant les arts et les gens de lettres les plus recommandables, Félix Baciocchi laisse, en Toscane et partout où il a été connu, une mémoire honorée. Talleyrand a à son égard un de ses mots cruels : le prince, dépossédé de Piombino, se plaint de ne plus savoir quel nom prendre : « Prenez donc celui de Baciocchi, il est vacant », lui répond le ministre des Relations extérieures. Alors que son absence de Paris lui a évité d'avoir à voter la déchéance de l'Empereur avec le reste du Sénat (1814), Félix Baciocchi éprouve le besoin de publier une proclamation par laquelle il se rallie à cette décision.

### Exclu du royaume de France
Après les événements de 1814, Baciocchi suit la princesse Élisa à Bologne. Le prince et la princesse, trompés dans les espérances que la position du roi Joachim leur a fait concevoir, fixent leur résidence à Bologne, qu'ils doivent quitter pour se retirer à Trieste puis en Allemagne. Établis à Villa Vicentina (aujourd'hui dans la province d'Udine en Frioul-Vénétie julienne), la princesse y meurt le 6 août 1820. La loi du 1er janvier 1816, a exclu Baciocchi à perpétuité du royaume de France, comme membre de la famille Bonaparte, et une ordonnance royale du 2 mars de la même année a prescrit de le radier des registres matricules de l'ordre de la Légion d'honneur. Il obtient plus tard la permission de retourner à Bologne, où il meurt le 28 avril 1841 et est inhumé en la chapelle Baciocchi de la basilique Saint-Pétrone, auprès de son épouse.
Félix et Élisa ont eu de leur mariage Élisa Napoléone Baciocchi, née le 3 juin 1806, morte le 3 février 1869 à Colpo (Morbihan), devenue comtesse Camerata d'Ancône ; c'est à cette jeune nièce que l'Empereur constitue en 1808, une dotation de 150 000 francs, sur laquelle il veut que 100 000 francs par an soient placés en rentes sur le Grand Livre de la Dette publique de la France, avec clause d'immobilisation jusqu'à la majorité civile ou au mariage de la donataire, rente qui est confisquée sur ordre de Louis XVIII au profit du Trésor public.

## État des services
- Cadet devenu sous-lieutenant au régiment de Royal-Corse (1778) ;
- Lieutenant aux Chasseurs royaux corses (14 avril 1788) ;
- Capitaine (16 avril 1793) ;
- Chef de bataillon (à titre provisoire le 11 juillet 1797, confirmé le 3 novembre 1797) ;
- Adjudant-général-chef de bataillon employé dans la 8e division militaire (18 juillet 1799) ;
- Colonel (30 décembre 1802) ;
- Colonel du 26e régiment d'infanterie légère (juin 1804) ;
- Général de brigade (11 novembre 1804) ;
- Général de division (3 mars 1809) ;
- Gouverneur de la Toscane et commandant de la 29e division militaire (Florence) (28 septembre 1809 - 22 février 1814).

## Titres

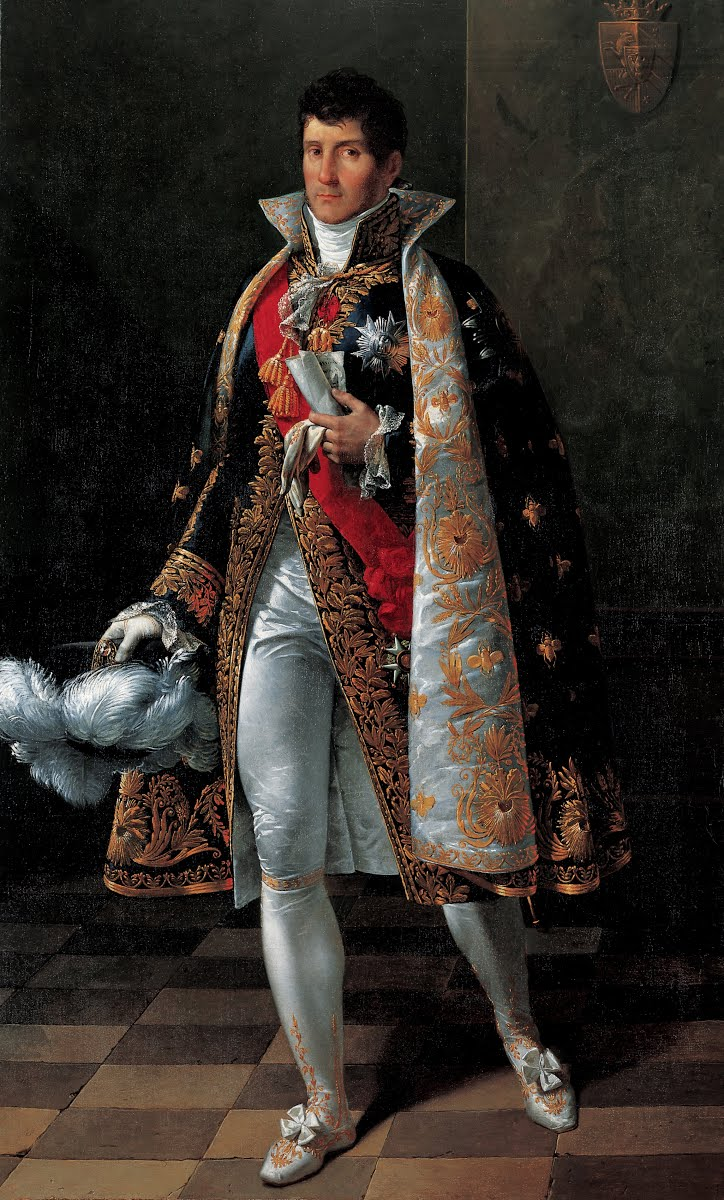
Marie-Guillemine Benoist, Portrait en pied de Félix Baciocchi, 1806 (musée napoléonien de Rome

- Prince de Piombino (décret du 27 ventôse an XIII (18 mars 1805) ;
- Prince de Lucques (1er juillet 1805).

## Distinctions
- Légion d'honneur[3] :
  - Légionnaire (19 frimaire an XII : 11 décembre 1803), puis,
  - Officier (25 prairial an XII : 14 juin 1804), puis
  - Grand aigle de la Légion d'honneur avec Grand collier de la Légion d'honneur (15 ventôse an XIII : 6 mars 1805) ;
- Grand-croix de l’Ordre royal de Hollande (autorisation du 4 avril 1808) ;
- Grand-croix de l'Ordre impérial de la Réunion : 22 février 1812 ;
- Chevalier de l'Ordre de Saint-Joseph de Toscane.
- Chevalier de l'Ordre espagnol de la Toison d'or (1805).

## Autres fonctions
- Membre du Sénat conservateur (8 frimaire an XIII).

## Hommages, honneurs et mentions
Lorenzo Bartolini fils d'un maréchal-ferrant toscan, est appelé à Carrare par Élisa ; il exécute en 1808 un premier buste de Félix Baciocchi. Le travail de la chevelure, les délicats passages dans le marbre contrastant avec la sévérité de la forme en Hermès font que le buste reçoit l’agrément d’Elisa pour devenir le portrait officiel de son époux. 
Plusieurs exemplaires sont aussitôt exécutés, dont celui qui est conservé au musée du château de Versailles. La bibliothèque Marmottan à Boulogne-Billancourt en conserve un exemplaire (reprod. par César Garçon, ds "L'Empire Marmottan" - "Décoration Internationale", no 78, février 1985, p. 97).

## Vie familiale
Fils cadet de François Marie Baciocchi (1716 † 1779), propriétaire, membre du Conseil des Anciens d'Ajaccio et de Flaminia Benielli (1719 † 1769), Félix épouse le 1er mai (ou le 5) 1797, à Marseille (Bouches-du-Rhône), Élisa Bonaparte, sœur de Napoléon, malgré les réticences de ce dernier.
Le couple a en tout cinq enfants, dont un seul survécut à ses parents :
- Félix Napoléon (né en juin 1798 - Marseille, décédé en bas âge) ;
- Napoléon (8 octobre 1803 † 9 novembre 1803) ;
- Élisa Napoléone Baciocchi (3 juin 1806 - Villa Reale de Marlia, Capannori di Lucca (Italie) † 3 février 1869 - Château de Korn-er-Houët, Colpo (Morbihan)), mariée le 27 novembre 1824 (Florence), avec le comte Filippo Camerata-Passionei di Mazzoleni (1805-1882), dont postérité ;
- Jérôme Charles (3 juillet 1810 - Paris † 17 avril 1811 - Villa Reale de Marlia, Capannori di Lucca (Italie)) ;
- Frédéric Napoléon (10 août 1814 - Codroipo † 7 avril 1833 - Rome, mort d'une chute de cheval).

Il a par ailleurs pour neveu, Félix-Marnès Baciocchi, qui est chambellan de Napoléon III puis sénateur.

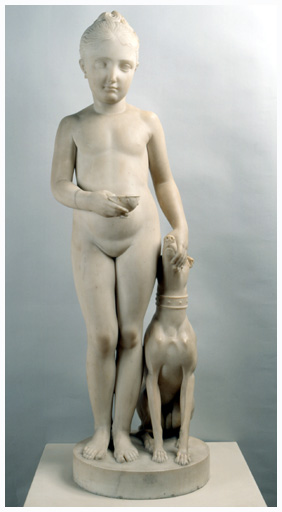
Élisa Napoléone et son chien par Lorenzo Bartolini, 1812.
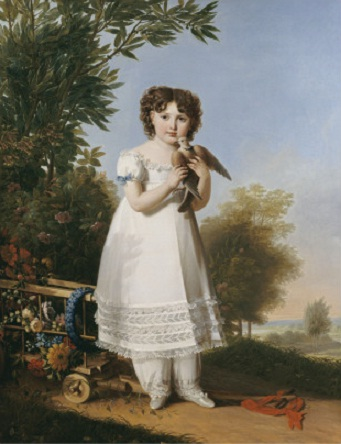
Élisa Napoléone par Marie-Guillemine Benoist, 1810.
Élisa Napoléone et sa mère par François Gérard, 1811.
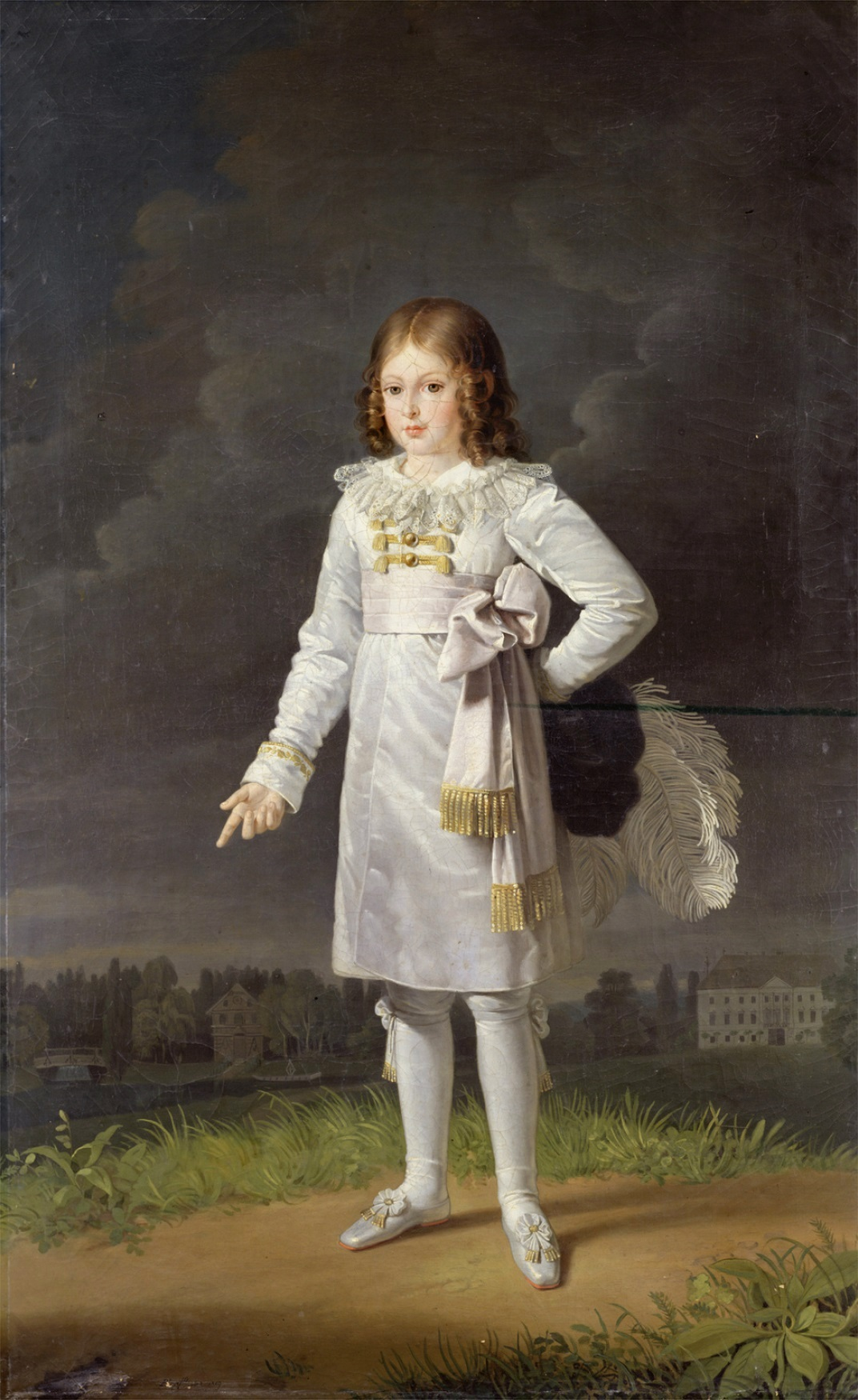
Frédéric Napoléon en habit de prince français par Barbara Krafft (1764–1825), 1819.

## Armoiries
| Figure | Blasonnement |
|        | Armes anciennes des Baciocchi : D'or, au pin de sinople, fruité de trois pièces du champ, issant d'un brasier de gueules. Supports : deux lions. Devises : 1. DALLE CENERI SUAE OGNIOR RIVASCE (Renaît toujours de ses cendres) 2. JAMAIS MESQUIN. |
|        | Armes du prince de Lucques et Piombino : Coupé d'argent sur gueules (Lucca) ; au chef de prince souverain brochant. |